# Tony Hateley
Tony Hateley (Derby, 13 juni 1941 – Preston, 1 februari 2014) was een Engels voetballer die als aanvaller speelde, hij was de vader van voormalig Engeland voetballer Mark Hateley en de grootvader van voormalig Motherwell voetballer Tom Hateley.
Hateley speelde van 1958 tot en met 1974 voor Notts County, Aston Villa (127 duels, 68 goals), Chelsea, Liverpool, Coventry City, Birmingham City, Oldham Athletic en Boston Minutemen.
Hij leed zijn laatste jaren aan Ziekte van Alzheimer. Hij overleed begin februari 2014 op 72-jarige leeftijd.